# Відкритий чемпіонат Японії з тенісу 2024
Відкритий чемпіонат Японії з тенісу 2024 — тенісний турнір, що проходив на кортах з твердим покриттям у Токіо, Японія з 23 до 29 вересня. Належав до категорії ATP 500.

## Фінальна частина

### Одиночний розряд
Артюр Фіс —  Юго Енбер 5–7, 7–6(8–6), 6–3

### Парний розряд
Джуліан Кеш /  Ллойд Гласспул —  Аріель Беар /  Роберт Ґалловей 6–4, 4–6, [12–10]